# Copicucullia heinrichi
Copicucullia heinrichi är en fjärilsart som beskrevs av Barnes och Benjamin 1924. Copicucullia heinrichi ingår i släktet Copicucullia och familjen nattflyn. Inga underarter finns listade i Catalogue of Life.